# 菲律賓鈍鰕虎魚
菲律賓鈍鰕虎魚（学名：Amblygobius buanensis），为輻鰭魚綱鰕虎鱼目鰕虎亞目鰕虎科鈍鰕虎魚屬下的一个种，為熱帶海水魚，分布於西太平洋菲律賓南部至印尼爪哇、帛琉海域，棲息深度可達15公尺，體長可達7.5公分，棲息在泥底質的紅樹林、海草生長的水域，以小型無脊椎動物及有機物為食，生活習性不明。

## 扩展阅读
- 維基物種上的相關：菲律賓鈍鰕虎魚